# Jaktstig
Jaktstig är en form av jakt- eller träningskytte. I jaktstigar används oftast hagelvapen, men det finns även kuljaktstigar. Jaktstigen går till så att den deltagande går runt en snitslad bana med vanligen 8-10 stationer. Vid varje station ska den deltagande vanligen skjuta på två så kallade jaktstigsfigurer. I jaktstigsfigurerna finns en lapp i vilken antalet träffade hagel räknas och fylls i för varje station av stationsledaren. Poängskalan är 0-10, där noll är bom och 10 hagel eller mer är "fullt"; trots att lappen kan innehålla uppemot 100 hagel så kan man i regel maximalt få 10 poäng per mål.På kuljaktstigen är det istället olika valörer i ”ringarna” på jaktstigsfiguren.